# Steinskaret
Das Steinskaret (norwegisch für Steinscharte) ist eine vereiste Scharte im ostantarktischen Königin-Maud-Land. Sie liegt im Zentrum des Kurzegebirges unmittelbar südlich der Steinskaregga.
Norwegische Kartografen kartierten die Formation anhand von Luftaufnahmen und Vermessungen der Dritten Norwegischen Antarktisexpedition (1956–1960) und gaben ihr einen deskriptiven Namen.